# Ligne 170 (chemin de fer slovaque)
 (septembre 2018).
La ligne 170 des chemins de fer Slovaque relie Zvolen
à Vrútky. Le tronçon Banská Bystrica – Dolná Štubňa (sk) a été construit entre 1936 et 1940, il comprend 22 tunnels d'une longueur totale de 12 211 m. Le plus long, le tunnel Čremošniansky, mesure 4 698 m.

## Histoire
Le tronçon Dolná Štubňa - Vrútky fut mis en service le 12 août 1872 et le 3 septembre 1873 entre Zvolen et Banská Bystrica.
La ligne (Banská Bystrica – Dolná Štubňa) fut inaugurée le 19 décembre 1940 en présence des principales autorités politiques de l'époque telles Jozef Tiso, Alexander Mach,.
Depuis le 10 décembre 2006, le tronçon Zvolen - Banská Bystrica est électrifié.

## Données techniques
Le rayon minimal est de 300 m à l'exception du tronçon km 16.0 à 16.9 où le rayon de courbe atteint 290 m (tunel Ulmanský I.). Sur ce tronçon la vitesse est limitée à 70 km/h. La pente maximale est de 18 ‰.